# Liste der Monuments historiques in Fournival
Die Liste der Monuments historiques in Fournival führt die Monuments historiques in der französischen Gemeinde Fournival auf.

## Liste der Objekte
| Bezeichnung               | Beschreibung                                       | Standort                                       | Kennzeichnung | Schutzstatus | Datum | Bild |
| ------------------------- | -------------------------------------------------- | ---------------------------------------------- | ------------- | ------------ | ----- | ---- |
| Hauptaltar                | Holz, 18./19. Jahrhundert                          | in der Kirche Notre-Dame de la Nativité (Lage) | PM60004953    | Inscrit      | 2010  |      |
| Skulptur Madonna mit Kind | Holz, polychrom gefasst, Ende des 15. Jahrhunderts | in der Kirche Notre-Dame de la Nativité (Lage) | PM60004952    | Inscrit      | 2010  |      |